# Outro País
Outro País é um documentário português realizado e escrito por Sérgio Tréfaut. Estreou-se nos cinemas de Portugal a 16 de abril de 2015.

## Elenco
- Glauber Rocha
- Robert Kramer
- Thomas Harlan
- Pea Holmquist
- Sebastião Salgado
- Guy le Querrec
- Dominique Issermann
- Chico Buarque